# Superbit
Unter dem Titel Superbit sind Filme von Columbia TriStar Home Video (zu Sony gehörig) als Premiumversionen auf DVD-Video herausgebracht worden.
Man darf Superbit-DVDs nicht mit den Nachfolgerformaten der DVD (HD DVD und Blu-ray Disc) verwechseln, bei denen auch eine höhere Bild- und Tonqualität angestrebt wird. Trotzdem ist es eine normale in MPEG-2 encodierte DVD und kann in allen DVD-Playern abgespielt werden.
Superbit-DVDs enthalten weniger Extras (unter anderem Making-ofs und Interviews), welche man auf normalen DVDs vorfindet. Superbit-DVDs waren trotz des reduzierten Umfangs teurer als die Standardversionen. Der Nutzen dieser besonderen DVDs liegt in der höheren Bitrate der Filme, die aufgrund des größeren freien Platzes ermöglicht wird und fast gänzlich dem Hauptfilm zugutekommt. Laut Sony soll die Bitrate fast doppelt so hoch sein wie bei den normalen Versionen desselben Films. Das erlaubt eine bessere Bildqualität – besonders interessant für das Heimkino – und erlaubt auch die Wahl zwischen Tonspuren in Dolby Digital und DTS. 
Ähnlich bezeichnete DVD-Formate von anderen Herstellern sind bis jetzt nicht bekannt. Viele Special Editions folgen aber einem ähnlichen Konzept, indem Hauptfilm und Bonusmaterial auf separaten DVDs untergebracht werden.

## Veröffentlichungen (Auswahl)
Sonys Superbit-Angebot beschränkte sich auf wenige ausgewählte Bestseller, welche schon zuvor in der normalen DVD-Version veröffentlicht wurden, um so auch den anspruchsvollen Kunden gerecht zu werden.
- 3 Engel für Charlie (2000)[1]
- Adaption – Der Orchideen-Dieb (2002)[2]
- Air Force One (1997)[3]
- Anaconda (1997)[4]
- Bad Boys II (2003)[5]
- Bad Boys – Harte Jungs (1995)[6]
- Black Hawk Down (2001)[7]
- Das Boot (1981)[8]
- Bram Stoker’s Dracula (1992)[9]
- Desperado (1995)[10]
- Der dunkle Kristall (1982)[11]
- Das fünfte Element (1997)[12]
- Gattaca (1997)[13]
- Gladiator (2000)[14]
- Godzilla (1998)[15]
- Heavy Metal: F.A.K.K.² (2000)[16]
- Hollow Man – Unsichtbare Gefahr (2000)[17]
- Irgendwann in Mexico (2003)[18]
- John Carpenters Vampire (1998)[19]
- Der Knochenjäger (1999)[20]
- Lawrence von Arabien (1962)[21]
- Legenden der Leidenschaft (1994)[22]
- Léon – Der Profi (1994)[23]
- Die Maske des Zorro (2005)[24]
- Men in Black (1997)[25]
- Men in Black II (2002)[26]
- Panic Room (2002)[27]
- Der Patriot (2000)[28]
- Die Reise ins Labyrinth (1986)[29]
- Resident Evil (2002)[30]
- Ritter aus Leidenschaft (2001)[31]
- S.W.A.T. – Die Spezialeinheit (2003)[32]
- Schneller als der Tod (1995)[33]
- Snatch – Schweine und Diamanten (2000)[34]
- Spider-Man (2002)[35]
- Spider-Man 2 (2004)[36]
- Starship Troopers (1997)[37]
- The Big Hit (1998)[38]
- The Missing (2003)[39]
- The One (2001)[40]
- Tiger and Dragon (2000)[41]
- Underworld (2003)[42]
- Vernetzt – Johnny Mnemonic (1995)[43]
- Vertical Limit (2000)[44]
- xXx – Triple X (2002)[45]
- Zu Warriors (2001)[46]